# 李啟迪
李啟迪（1993年7月18日—），畢業于香港大學，《香港民族論》編輯之一，「時代思進」創辦人兼發言人。

## 生平
早年就讀拔萃男書院及恒生商學書院，其後升讀香港大學。於2013年-2014年度擔任《學苑》的編輯，並出版《香港民族論》。於2015年創辦「時代思進」，舉辦香港重光紀念日的悼念活動。
2014年11月8日，雨傘革命期間，主張升級的抗爭者被金鐘佔領區大台職員阻止發言。李啟迪在傳媒面前與黃之鋒交涉。
2015年1月14日，《香港民族論》遭行政長官梁振英於2015年度香港行政長官施政報告中點名批評。並引起社會迴響，造成搶購潮，令該書一度缺貨。李啟迪表示，中資聯合出版集團旗下的書店在雨傘運動後以「商業決定」為由表示不再購入該書，質疑有個別書店自我審查。
2015年1月在電台節目回應全國政協吳秋北「在港引入國安法」的言論，表示憂慮香港從此失去言論及出版自由。2020年6月，田北俊表示李啟迪加入其創辦的希望聯盟。